# Torulaceae
Torulaceae Corda – rodzina grzybów należąca do klasy Dothideomycetes.

## Systematyka
Pozycja w klasyfikacji według Index Fungorum: Pleosporales, Pleosporomycetidae, Dothideomycetes, Pezizomycotina, Ascomycota, Fungi.
Według CABI databases do rodziny Torulaceae należą rodzaje:
- Cylindrotorula Rajeshkumar, Wijayaw. & Bhat 2021
- Dendryphion Wallr. 1833
- Neotorula Ariyaw., Z.L. Luo & K.D. Hyde 2016
- Rostriconidium Z.L. Luo, K.D. Hyde & H.Y. Su 2018
- Torula Pers. 1795